# Robot Communications
Robot Communications Inc. (株式会社ロボット Kabushikigaisha Robotto) è una società di produzione giapponese fondata il 3 giugno 1986 e con sede a Tokyo. Ha vinto l'Oscar 2008 per il miglior cortometraggio d'animazione per Tsumiki no ie.

## Produzioni
- Shichi-gatsu nano ka, Hare, regia di Katsuyuki Motohiro (1996)
- Parasite Eve (Parasaito Ivu), regia di Masayuki Ochiai (1997)
- Jubunairu, regia di Takashi Yamazaki (2000)
- Satorare, regia di Katsuyuki Motohiro (2001)
- Returner - Il futuro potrebbe essere storia (Ritaanaa), regia di Takashi Yamazaki (2002)
- Odoru daisosasen the movie 2: Rainbow Bridge wo fuusa seyo!, regia di Katsuyuki Motohiro (2003)
- Zoo Keeper - videogioco per browser (2003)
- Always san-chôme no yûhi, regia di Takashi Yamazaki (2005)
- Umizaru, regia di Eiichirô Hasumi (2004)
- Fantastipo, regia di Shogo Yabuuchi (2005)
- Taiyō no uta, regia di Norihiro Koizumi (2006)
- Always zoku san-chôme no yûhi, regia di Takashi Yamazaki (2007)
- K-20: Legend of the Mask (K-20: Kaijin nijû mensô den), regia di Shimako Satō (2008)
- Space Battleship Yamato (Supēsu Batorushippu Yamato), regia di Takashi Yamazaki (2010)
- Wairudo 7, regia di Eiichirô Hasumi (2011)
- Kanseitou (管制塔), regia di Takahiro Miki (2011)
- Always san-chôme no yûhi '64, regia di Takashi Yamazaki (2012)
- Eien no Zero, regia di Takashi Yamazaki (2013)
- Kiseijuu, regia di Takashi Yamazaki (2014)
- Assassination Classroom (Eiga ansatsu kyōshitsu), regia di Eiichirō Hasumi (2015)
- Kiseijuu: Kanketsuhen, regia di Takashi Yamazaki (2015)
- Chihayafuru Part 1, regia di Norihiro Koizumi (2016)
- Chihayafuru Part 2, regia di Norihiro Koizumi (2016)
- Kaizoku to yobareta otoko, regia di Takashi Yamazaki (2016)
- Terra Formars, regia di Takashi Miike (2016)
- 3-gatsu no raion zenpen, regia di Keishi Ōtomo (2017)
- Dragon Quest: Your Story (Doragon Kuesuto Yua Sutōrī), regia di Takashi Yamazaki (2019)
- Alice in Borderland (Imawa no kuni no Arisu) - serie TV (2020)
- Godzilla Minus One (Gojira Mainasu Wan), regia di Takashi Yamazaki (2023) - (in collaborazione con Toho Studios)[2][3]
- Yu Yu Hakusho - serie TV (2023)
- Renai Battle Royale - serie TV (2024)
- Kowloon Generic Romance, regia di Chihiro Ikeda (2025)[4]